# Sulzwiesengraben
Der Sulzwiesengraben ist ein gut 1,7 km langer Bach am Ostrand des mittleren Pfälzerwalds in der Gemarkung der kreisfreien pfälzischen Stadt Neustadt an der Weinstraße (Rheinland-Pfalz). Er besitzt keine Zuflüsse und mündet in Neustadt von links in den Floßbach, einen linken Abzweig des Speyerbachs.

## Verlauf
Die beiden Quellen des Bachs entspringen, 50 m aufeinander folgend, auf 275 bzw. 269 m Höhe etwa 400 m südöstlich des Weinbietgipfels (554 m) im Meisental, das im östlichen Randgebirge Haardt des Pfälzerwalds liegt. Links des Sulzwiesengrabens erstreckt sich der Schlossberg und rechts der Wolfsberg, die beide zum Massiv des Weinbiets gehören.

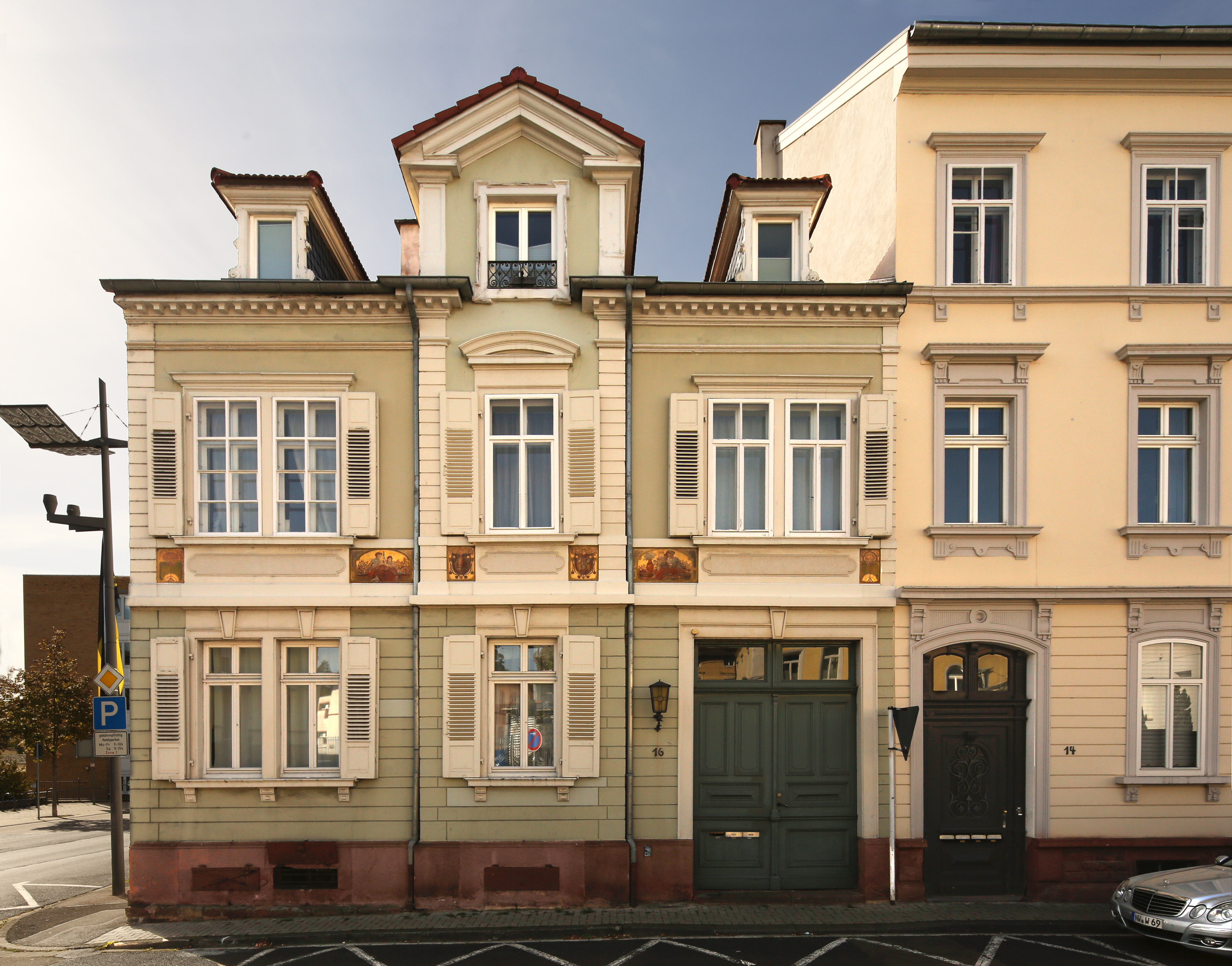
Verrohrte Mündung des Sulzwiesengrabens rechts neben dem Haus Wallgasse 14

Der Bach fließt mit starkem Gefälle in südöstlicher Richtung mehr als 1 km durchs Meisental und den Süden des Ortsteils Haardt. Am Hang nördlich der Kernstadt ändert sich die Laufrichtung für die letzte Strecke zunächst auf Südwest (Villenstraße, 70 m) und dann auf Süd (Steilhang, 130 m). In diesem Bereich ist der Bach gänzlich verrohrt und fällt schnell von etwa 180 auf weniger als 140 m Höhe.
Am Hangfuß, etwa 80 m vor dem Ende seines Laufs, erreicht er die breite Aue des wesentlich langsamer von West nach Ost dahinfließenden Speyerbachs und unterquert zunächst die Maximilianstraße (Bundesstraße 38), dann die Wallgasse. 
20 m südlich der Wallgasse mündet der Sulzwiesengraben auf etwa 135 m Höhe von links in den Floßbach. Dieser zweigt 600 m oberhalb beim Kulturdenkmal Casimirianum vom Speyerbach nach links ab und wird die ersten 500 m unterirdisch entlang der B 38 geführt, erst dann verläuft er wieder – bis zu seiner Rückmündung in den Speyerbach – an der Oberfläche.
Der gut 1,7 km lange Lauf des Sulzwiesengrabens endet ungefähr 140 Höhenmeter unterhalb seiner Quelle; er hat somit ein mittleres Sohlgefälle von etwa 82 ‰.

## Geschichte
Der Name Sulzwiesengraben deutet darauf hin, dass der Mittellauf des Bachs einst durch mooriges Wiesengelände führte, das heute noch die Flurbezeichnung Sulzwiesen trägt.
Anfangs mündete das Gewässer im Bereich zwischen heutiger Wallgasse und Konrad-Adenauer-Straße von links in den Speyerbach selbst. Als dessen linker Abzweig Floßbach geschaffen wurde, wurden in diesen 200 der letzten 250 m des Sulzwiesengraben-Unterlaufs einbezogen. Am früheren Linksknick des Sulzwiesengrabens liegt nun seine Mündung. Von hier an nach Osten wurde die Aue von Floßbach und Speyerbach im Jahr 2010 als Grünzug Wallgasse renaturiert.
Der alte Mündungsbereich des Sulzwiesengrabens zwischen Wallgasse (⊙) und Konrad-Adenauer-Straße (⊙) ist heute ein etwa 50 m langer, nur bei hohem Wasserstand gefluteter Überlauf vom Floßbach nach Südosten zum Speyerbach. Auch in amtlichen Verzeichnissen wird diese alte Strecke mitunter zur Gesamtlänge des Sulzwiesengrabens hinzugerechnet, die sich dadurch vergrößert.